# Montceaux-lès-Meaux
Pour les articles homonymes, voir Montceaux (homonymie).
Montceaux-lès-Meaux est une commune française située dans le département de Seine-et-Marne en région Île-de-France.

## Géographie

### Localisation
Le village est situé à 10 km à l'est de Meaux.

### Communes limitrophes
Les communes limitrophes sont  Armentières-en-Brie, Saint-Jean-les-Deux-Jumeaux, Trilport et Villemareuil.
| Trilport | Armentières-en-Brie | Saint-Jean-les-Deux-Jumeaux |
|          | Montceaux-lès-Meaux |                             |
|          | Villemareuil        |                             |

### Géologie et relief
La commune est classée en zone de sismicité 1, correspondant à une sismicité très faible.

### Hydrographie

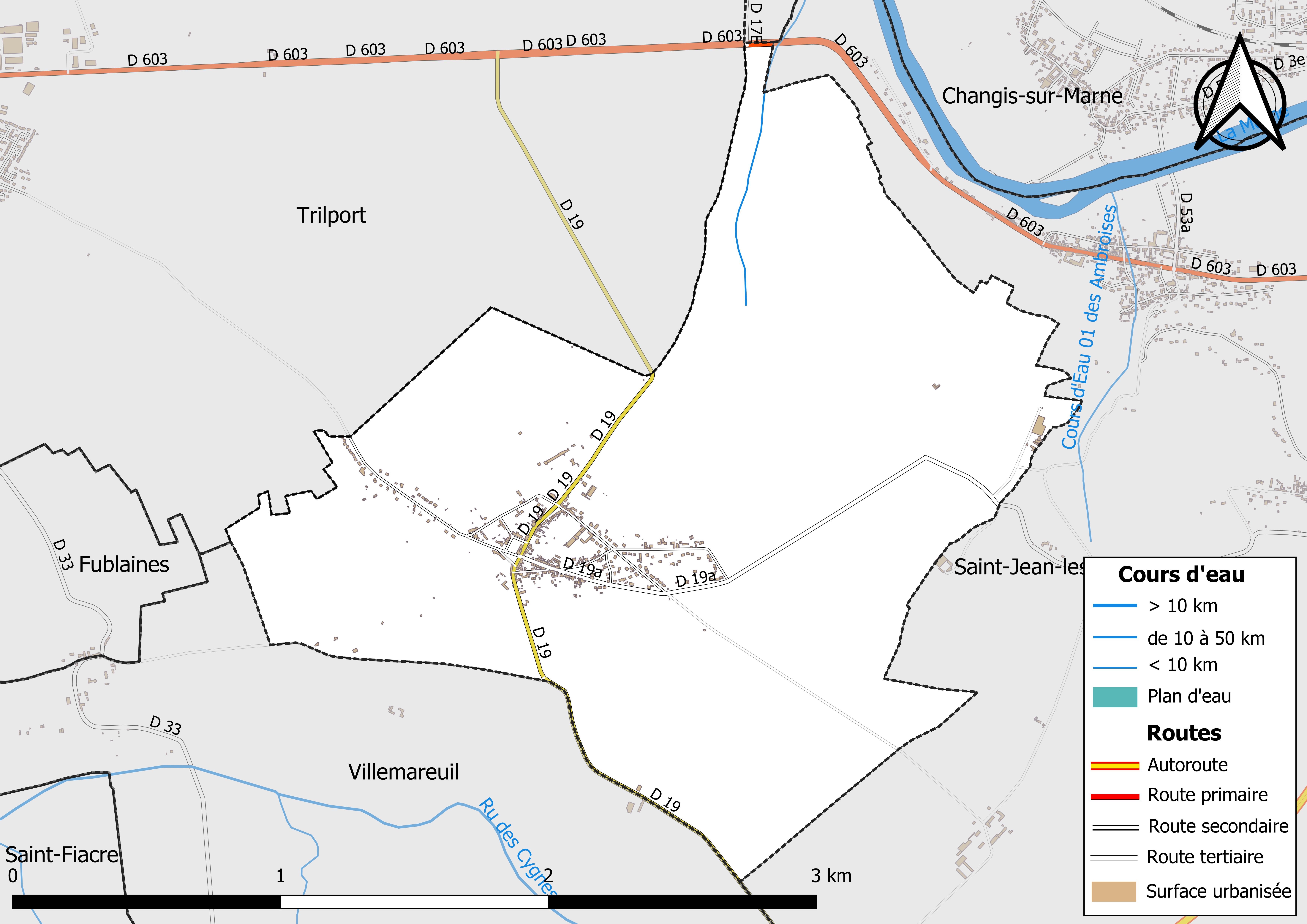
Carte des réseaux hydrographique et routier de Montceaux-lès-Meaux.

Le réseau hydrographique de la commune se compose d'un cours d'eau : le cours d'eau 01 du Bois Verdelot, 1,70 km, affluent de la Marne.
Par ailleurs, son territoire est également traversé par l'Aqueduc de la Dhuis.
La longueur totale des cours d'eau sur la commune est de 4,62 km.

### Climat
Pour des articles plus généraux, voir Climat de l'Île-de-France et Climat de Seine-et-Marne.
En 2010, le climat de la commune est de type climat océanique dégradé des plaines du Centre et du Nord, selon une étude du CNRS s'appuyant sur une série de données couvrant la période 1971-2000. En 2020, Météo-France publie une typologie des climats de la France métropolitaine dans laquelle la commune est exposée à un climat océanique altéré et est dans la région climatique Nord-est du bassin Parisien, caractérisée par un ensoleillement médiocre, une pluviométrie moyenne régulièrement répartie au cours de l’année et un hiver froid (3 °C).
Pour la période 1971-2000, la température annuelle moyenne est de 10,5 °C, avec une amplitude thermique annuelle de 14,8 °C. Le cumul annuel moyen de précipitations est de 731 mm, avec 11,6 jours de précipitations en janvier et 8,5 jours en juillet. Pour la période 1991-2020, la température moyenne annuelle observée sur la station météorologique la plus proche, située sur la commune de Changis-sur-Marne à 3 km à vol d'oiseau, est de 11,9 °C et le cumul annuel moyen de précipitations est de 710,1 mm,. Pour l'avenir, les paramètres climatiques de la commune estimés pour 2050 selon différents scénarios d'émission de gaz à effet de serre sont consultables sur un site dédié publié par Météo-France en novembre 2022.
| Mois                                  | jan.            | fév.           | mars          | avril         | mai           | juin          | jui.          | août          | sep.          | oct.          | nov.             | déc.          | année      |
| ------------------------------------- | --------------- | -------------- | ------------- | ------------- | ------------- | ------------- | ------------- | ------------- | ------------- | ------------- | ---------------- | ------------- | ---------- |
| Température minimale moyenne (°C)     | 2               | 1,9            | 3,5           | 5,8           | 9,2           | 12,3          | 14            | 13,7          | 10,9          | 8,7           | 4,9              | 2,6           | 7,5        |
| Température moyenne (°C)              | 4,6             | 5,2            | 8             | 11,2          | 14,6          | 17,9          | 19,9          | 19,7          | 16,5          | 12,7          | 7,9              | 5,2           | 11,9       |
| Température maximale moyenne (°C)     | 7,1             | 8,5            | 12,5          | 16,6          | 20            | 23,5          | 25,8          | 25,7          | 22            | 16,8          | 10,9             | 7,7           | 16,4       |
| Record de froid (°C) date du record   | −14,2 07.01.09  | −11,5 07.02.12 | −9,6 01.03.05 | −4,8 08.04.03 | −0,5 06.05.19 | 2,4 04.06.01  | 6,8 31.07.15  | 5,9 26.08.18  | 1,8 30.09.18  | −2,7 24.10.03 | −10,4 24.11.1998 | −8,9 26.12.10 | −14,2 2009 |
| Record de chaleur (°C) date du record | 16,7 05.01.1999 | 20,8 27.02.19  | 25,5 31.03.21 | 29,1 20.04.18 | 32 28.05.17   | 36,4 21.06.17 | 42,2 25.07.19 | 40,1 07.08.03 | 35,8 09.09.23 | 29 02.10.23   | 22,8 07.11.15    | 18 07.12.00   | 42,2 2019  |
| Précipitations (mm)                   | 56,1            | 53,2           | 54,1          | 44,2          | 65,6          | 59,2          | 64,9          | 67,5          | 50,4          | 61,6          | 58,8             | 74,5          | 710,1      |

### Milieux naturels et biodiversité

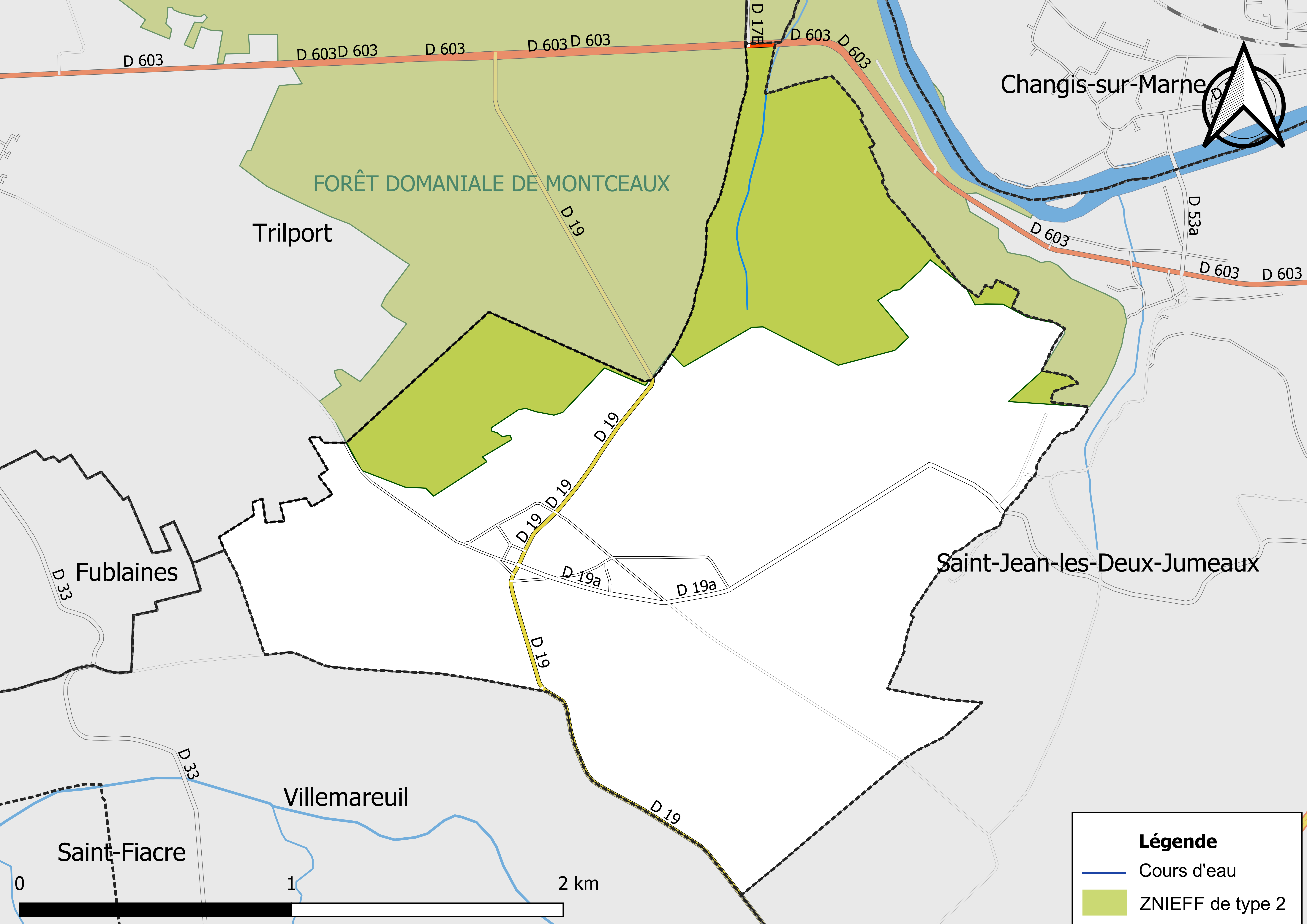
Carte des ZNIEFF de type 2 localisées sur la commune.

L’inventaire des zones naturelles d'intérêt écologique, faunistique et floristique (ZNIEFF) a pour objectif de réaliser une couverture des zones les plus intéressantes sur le plan écologique, essentiellement dans la perspective d’améliorer la connaissance du patrimoine naturel national et de fournir aux différents décideurs un outil d’aide à la prise en compte de l’environnement dans l’aménagement du territoire.
Le territoire communal de Montceaux-lès-Meaux comprend une ZNIEFF de type 2,,, 
la « Forêt domaniale de Montceaux » (1 304,43 ha), couvrant 5 communes du département.

## Urbanisme

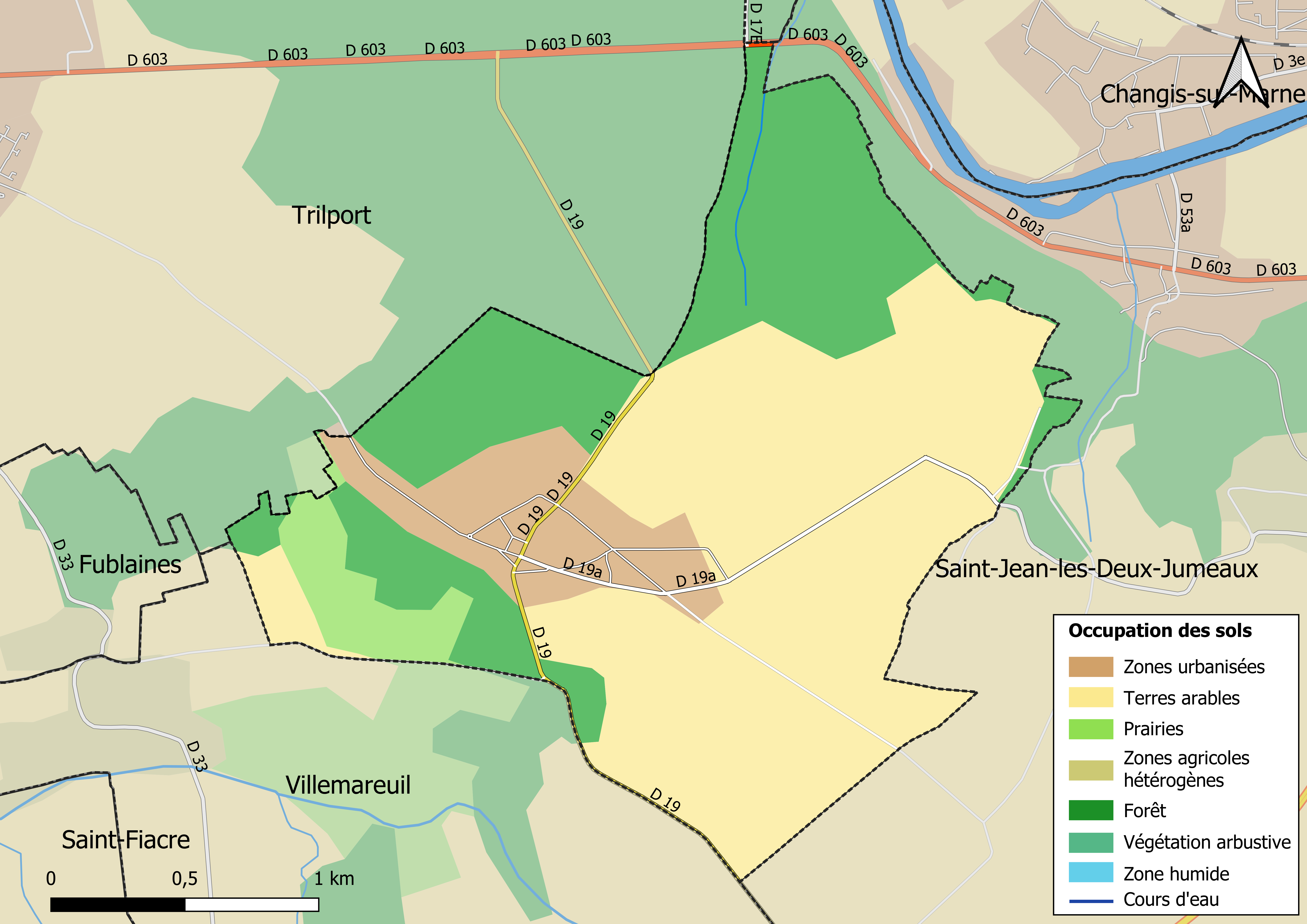
Carte des infrastructures et de l'occupation des sols en 2018 (CLC) de la commune.

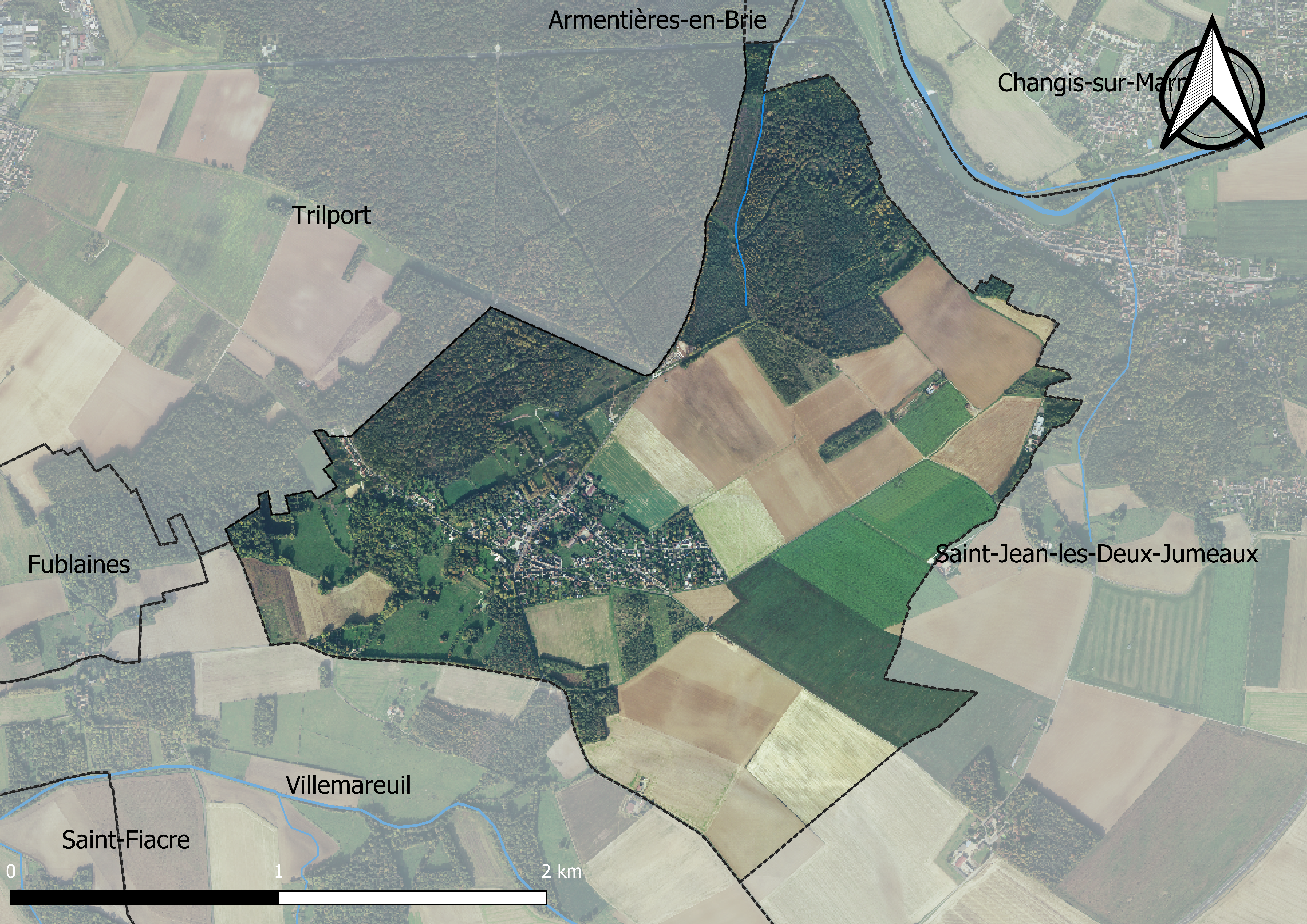
Carte orhophotogrammétrique de la commune.

### Typologie
Au 1er janvier 2024, Montceaux-lès-Meaux est catégorisée commune rurale à habitat dispersé, selon la nouvelle grille communale de densité à sept niveaux définie par l'Insee en 2022.
Elle est située hors unité urbaine. Par ailleurs la commune fait partie de l'aire d'attraction de Paris, dont elle est une commune de la couronne,. Cette aire regroupe 1 929 communes,.

### Lieux-dits et écarts
La commune compte 24 lieux-dits administratifs répertoriés consultables ici (source : le fichier Fantoir).

### Occupation des sols
L'occupation des sols de la commune, telle qu'elle ressort de la base de données européenne d’occupation biophysique des sols Corine Land Cover (CLC), est marquée par l'importance des territoires agricoles (59 % en 2018), une proportion identique à celle de 1990 (59 %). La répartition détaillée en 2018 est la suivante : 
terres arables (54,5% ), forêts (29,7% ), zones urbanisées (11,3% ), prairies (4,5 %).
Parallèlement, L'Institut Paris Région, agence d'urbanisme de la région Île-de-France, a mis en place un inventaire numérique de l'occupation du sol de l'Île-de-France, dénommé le MOS (Mode d'occupation du sol), actualisé régulièrement depuis sa première édition en 1982. Réalisé à partir de photos aériennes, le Mos distingue les espaces naturels, agricoles et forestiers mais aussi les espaces urbains (habitat, infrastructures, équipements, activités économiques, etc.) selon une classification pouvant aller jusqu'à 81 postes, différente de celle de Corine Land Cover,,. L'Institut met également à disposition des outils permettant de visualiser par photo aérienne l'évolution de l'occupation des sols de la commune entre 1949 et 2018.

### Habitat et logement
En 2020, le nombre total de logements dans la commune était de 274, alors qu'il était de 260 en 2015 et de 251 en 2010.
Parmi ces logements, 89 % étaient des résidences principales, 2,3 % des résidences secondaires et 8,7 % des logements vacants. Ces logements étaient pour 96,5 % d'entre eux des maisons individuelles et pour 3,1 % des appartements.
Le tableau ci-dessous présente la typologie des logements à Montceaux-lès-Meaux en 2020 en comparaison avec celle de Seine-et-Marne et de la France entière. Une caractéristique marquante du parc de logements est ainsi une proportion de résidences secondaires et logements occasionnels (2,3 %) inférieure à celle du département (3 %) et à celle de la France entière (9,7 %). Concernant le statut d'occupation de ces logements, 84,2 % des habitants de la commune sont propriétaires de leur logement (87,4 % en 2015), contre 61,8 % pour la Seine-et-Marne et 57,5 pour la France entière.
| Typologie                                               | Montceaux-lès-Meaux | Seine-et-Marne | France entière |
| ------------------------------------------------------- | ------------------- | -------------- | -------------- |
| Résidences principales (en %)                           | 89                  | 90,2           | 82,1           |
| Résidences secondaires et logements occasionnels (en %) | 2,3                 | 3              | 9,7            |
| Logements vacants (en %)                                | 8,7                 | 6,8            | 8,2            |

### Planification de l'aménagement
La commune disposait en 2019 d'un plan local d'urbanisme en révision. Le zonage réglementaire et le règlement associé peuvent être consultés sur le Géoportail de l'urbanisme.

### Voies de communication et transports
La commune est desservie par les lignes M, Ms et Qs du réseau de bus Meaux et Ourcq.

## Toponymie
Le nom de la localité est mentionné sous les formes Muncellae en 1167 ; Apud Moncellos en 1241 ; Monciaus au XIIIe siècle ; Le Monceau pres de Meauz en 1326 ; Monceaux lez Meaux en 1394 ; Le roi à Mousseaulx en 1595 ; Moncellae au XVIe siècle ; Monceaux en 1608 ; Mousseaux en 1652 ; Mousceaux en 1680 ; Monceaux en 1720 (Saugrain) ; Montceaux lez Meaux en 1739.
Issu du latin monticellus (« petit mont, petit sommet ») , à rapprocher de moncel ou moncelet.
Lès, jadis lez, signifie « près de » (près de la ville de Meaux). Montceaux est situé à deux lieues de Meaux.

## Histoire
La commune doit une grande partie de son renom au château qu'elle abrita. Le château de Montceaux, acquis au XVIe siècle par Catherine de Médicis, fut ensuite racheté par Henri IV qui l'offrit à Gabrielle d'Estrées, qu'il fit marquise de Montceaux. À la mort de cette dernière, le roi de France le donna à Marie de Médicis à l'occasion de la naissance de Louis XIII.
Plusieurs grands architectes, comme Jacques Androuet du Cerceau, Philibert Delorme, le Primatice ou Salomon de Brosse sont intervenus à Montceaux. C'est Claude Mollet qui en a dessiné les jardins à la française. Passé ensuite au prince de Conti, le château fut démoli à la Révolution.
Il ne reste que d'imposantes ruines, un pavillon, une chapelle, les bâtiments de l'avant cour transformés en maison bourgeoise et les communs du château.

## Politique et administration

### Rattachements administratifs et électoraux
Rattachements administratifs
La commune se trouve dans l'arrondissement de Meaux du département de la Seine-et-Marne.
Elle faisait partie de 1793 à 1975 du canton de Meaux, année où elle intègre le canton de Meaux-Sud. Dans le cadre du redécoupage cantonal de 2014 en France, cette circonscription administrative territoriale a disparu, et le canton n'est plus qu'une circonscription électorale.
Rattachements électoraux
Pour les élections départementales, la commune fait partie depuis 2014 du canton de La Ferté-sous-Jouarre
Pour l'élection des députés, elle fait partie de la sixième circonscription de Seine-et-Marne.

### Intercommunalité
Montceaux-lès-Meaux est membre de la communauté d'agglomération du pays de Meaux, un établissement public de coopération intercommunale (EPCI) à fiscalité propre créé en 2003 et auquel la commune avait transféré un certain nombre de ses compétences, dans les conditions déterminées par le code général des collectivités territoriales.

### Politique locale
Lors des élections municipales de 2020 en Seine-et-Marne, le maire sortant Michel Belin a été réélu au terme d'une campagne électorale « très difficile, émaillée d’insultes et d’injures » selon l'élu, qui n'a été élu au premier tour qu'avec trois voix de plus que la majorité absolue. Le tribunal administratif de Melun a annulé son élection, jugeant irrégulière une propagande de l'équipe sortante consistant, la semaine précédant le scrutin, en l'apposition d'affiches hors des panneaux de propagande électorale portant la mention  « À Montceaux, promesse tenue ». Des élections municipales partielles sont organisées le 23 mai 2020 pour compléter le conseil municipal et lui permettre d'élire son maire.

### Liste des maires
| Période                                  | Période                      | Identité         | Étiquette | Qualité                                                                      |
| ---------------------------------------- | ---------------------------- | ---------------- | --------- | ---------------------------------------------------------------------------- |
| Les données manquantes sont à compléter. |                              |                  |           |                                                                              |
| juin 1995                                | mars 2014                    | Monique Lambinet |           | Vice-présidente de la CA Pays de Meaux (2008 → 2014)                         |
| mars 2014                                | octobre 2023                 | Michel Belin,    |           | Professeur Vice-président de la CA du Pays de Meaux (2020 → ) Démissionnaire |
| février 2022                             | En cours (au 2 février 2024) | Vincent Vyt      |           |                                                                              |

## Équipements et services

### Eau et assainissement
L’organisation de la distribution de l’eau potable, de la collecte et du traitement des eaux usées et pluviales relève des communes. La loi NOTRe de 2015 a accru le rôle des EPCI à fiscalité propre en leur transférant cette compétence. Ce transfert devait en principe être effectif au 1er janvier 2020, mais la loi Ferrand-Fesneau du 3 août 2018 a introduit la possibilité d’un report de ce transfert au 1er janvier 2026,.

#### Assainissement des eaux usées
En 2020, la gestion du service d'assainissement collectif de la commune de Montceaux-lès-Meaux est assurée par  le SMAAEP de Crécy_Boutigny et Environs pour la collecte, le transport et la dépollution. Ce service est géré en délégation par une entreprise privée, dont le contrat arrive à échéance le 31 décembre 2024,,.
L’assainissement non collectif (ANC) désigne les installations individuelles de traitement des eaux domestiques qui ne sont pas desservies par un réseau public de collecte des eaux usées et qui doivent en conséquence traiter elles-mêmes leurs eaux usées avant de les rejeter dans le milieu naturel. Le SMAAEP de Crécy_Boutigny et Environs assure pour le compte de la commune le service public d'assainissement non collectif (SPANC), qui a pour mission de vérifier la bonne exécution des travaux de réalisation et de réhabilitation, ainsi que le bon fonctionnement et l’entretien des installations,.

#### Eau potable
En 2020, l'alimentation en eau potable est assurée par  le SMAAEP de Crécy_Boutigny et Environs qui en a délégué la gestion à la SAUR, dont le contrat expire le 31 décembre 2024,,.
Les nappes de Beauce et du Champigny sont classées en zone de répartition des eaux (ZRE), signifiant un déséquilibre entre les besoins en eau et la ressource disponible. Le changement climatique est susceptible d’aggraver ce déséquilibre. Ainsi afin de renforcer la garantie d’une distribution d’une eau de qualité en permanence sur le territoire du département, le troisième Plan départemental de l’eau signé, le 3 octobre 2017, contient un plan d’actions afin d’assurer avec priorisation la sécurisation de l’alimentation en eau potable des Seine-et-Marnais. A cette fin a été préparé et publié en décembre 2020 un schéma départemental d’alimentation en eau potable de secours dans lequel huit secteurs prioritaires sont définis. La commune fait partie du secteur Meaux.

## Population et société

### Démographie
L'évolution du nombre d'habitants est connue à travers les recensements de la population effectués dans la commune depuis 1793. Pour les communes de moins de 10 000 habitants, une enquête de recensement portant sur toute la population est réalisée tous les cinq ans, les populations de référence des années intermédiaires étant quant à elles estimées par interpolation ou extrapolation. Pour la commune, le premier recensement exhaustif entrant dans le cadre du nouveau dispositif a été réalisé en 2007.

En 2022, la commune comptait 646 habitants, en évolution de +8,03 % par rapport à 2016 (Seine-et-Marne : +3,92 %, France hors Mayotte : +2,11 %).
| 1793 | 1800 | 1806 | 1821 | 1831 | 1836 | 1841 | 1846 | 1851 |
| ---- | ---- | ---- | ---- | ---- | ---- | ---- | ---- | ---- |
| 512  | 532  | 493  | 503  | 537  | 518  | 480  | 472  | 482  |

| 1856 | 1861 | 1866 | 1872 | 1876 | 1881 | 1886 | 1891 | 1896 |
| ---- | ---- | ---- | ---- | ---- | ---- | ---- | ---- | ---- |
| 456  | 453  | 424  | 402  | 396  | 372  | 347  | 346  | 319  |

| 1901 | 1906 | 1911 | 1921 | 1926 | 1931 | 1936 | 1946 | 1954 |
| ---- | ---- | ---- | ---- | ---- | ---- | ---- | ---- | ---- |
| 361  | 339  | 334  | 304  | 317  | 323  | 319  | 345  | 366  |

| 1962 | 1968 | 1975 | 1982 | 1990 | 1999 | 2006 | 2007 | 2012 |
| ---- | ---- | ---- | ---- | ---- | ---- | ---- | ---- | ---- |
| 324  | 361  | 408  | 435  | 532  | 574  | 613  | 618  | 605  |

| 2017 | 2022 | - | - | - | - | - | - | - |
| ---- | ---- | - | - | - | - | - | - | - |
| 594  | 646  | - | - | - | - | - | - | - |

### Manifestations culturelles et festivités
- Spectacles culturels et artistiques organisés dans le parc du château.

## Économie

### Secteurs d'activité

#### Agriculture
Montceaux-lès-Meaux est dans la petite région agricole dénommée la « Brie laitière » (anciennement Brie des étangs), une partie de la Brie à l'est de Coulommiers. En 2010, l'orientation technico-économique de l'agriculture sur la commune est le maraîchage.
Si la productivité agricole de la Seine-et-Marne se situe dans le peloton de tête des départements français, le département enregistre un double phénomène de disparition des terres cultivables (près de 2 000 ha par an dans les années 1980, moins dans les années 2000) et de réduction d'environ 30 % du nombre d'agriculteurs dans les années 2010. Cette tendance se retrouve au niveau de la commune où le nombre d’exploitations est passé de 4 en 1988 à 2 en 2010. Parallèlement, la taille de ces exploitations diminue, passant de 28 ha en 1988 à 3 ha en 2010.
Le tableau ci-dessous présente les principales caractéristiques des exploitations agricoles de Montceaux-lès-Meaux, observées sur une période de 22 ans : 
|                                      | 1988 | 2000 | 2010 |
| ------------------------------------ | ---- | ---- | ---- |
| Dimension économique,                |      |      |      |
| Nombre d’exploitations (u)           | 4    | 3    | 2    |
| Travail (UTA)                        | 7    | 4    | 1    |
| Surface agricole utilisée (ha)       | 113  | 44   | 5    |
| Cultures                             |      |      |      |
| Terres labourables (ha)              | 106  | s    | 0    |
| Céréales (ha)                        | 77   | s    |      |
| dont blé tendre (ha)                 | s    | s    |      |
| dont maïs-grain et maïs-semence (ha) | s    | s    |      |
| Tournesol (ha)                       | 0    |      |      |
| Colza et navette (ha)                | 0    |      |      |
| Élevage                              |      |      |      |
| Cheptel (UGBTA)                      | 7    | 8    | 7    |

## Culture locale et patrimoine

### Lieux et monuments
- Les ruines, le pavillon sauvegardé, la chapelle, les communs et le parc du château royal de Montceaux font l’objet d’un classement au titre des monuments historiques[58],[59],[60].

- L'église paroissiale Notre-Dame-de-l'Assomption construite au XIXe siècle.
- Clocheton près de la mairie, cloche du XIVe siècle.
- La maison Pelissier, demeure bourgeoise construite en 1892, constituée de plusieurs pavillons en pierre meulière.
- L'aqueduc de la Dhuis parcouru par le sentiers de grande randonnée GR 14A.

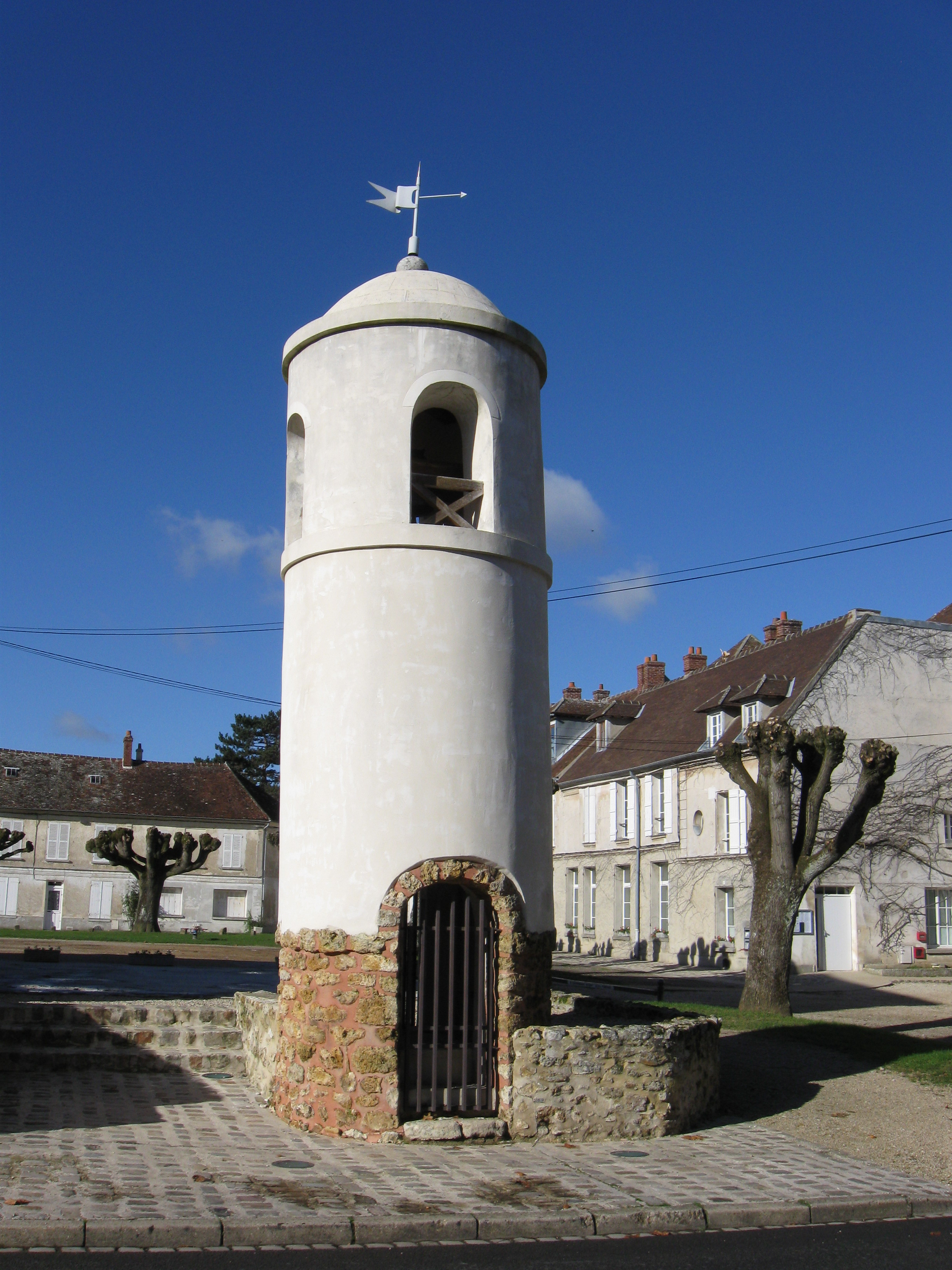
Clocheton à côté de la mairie.
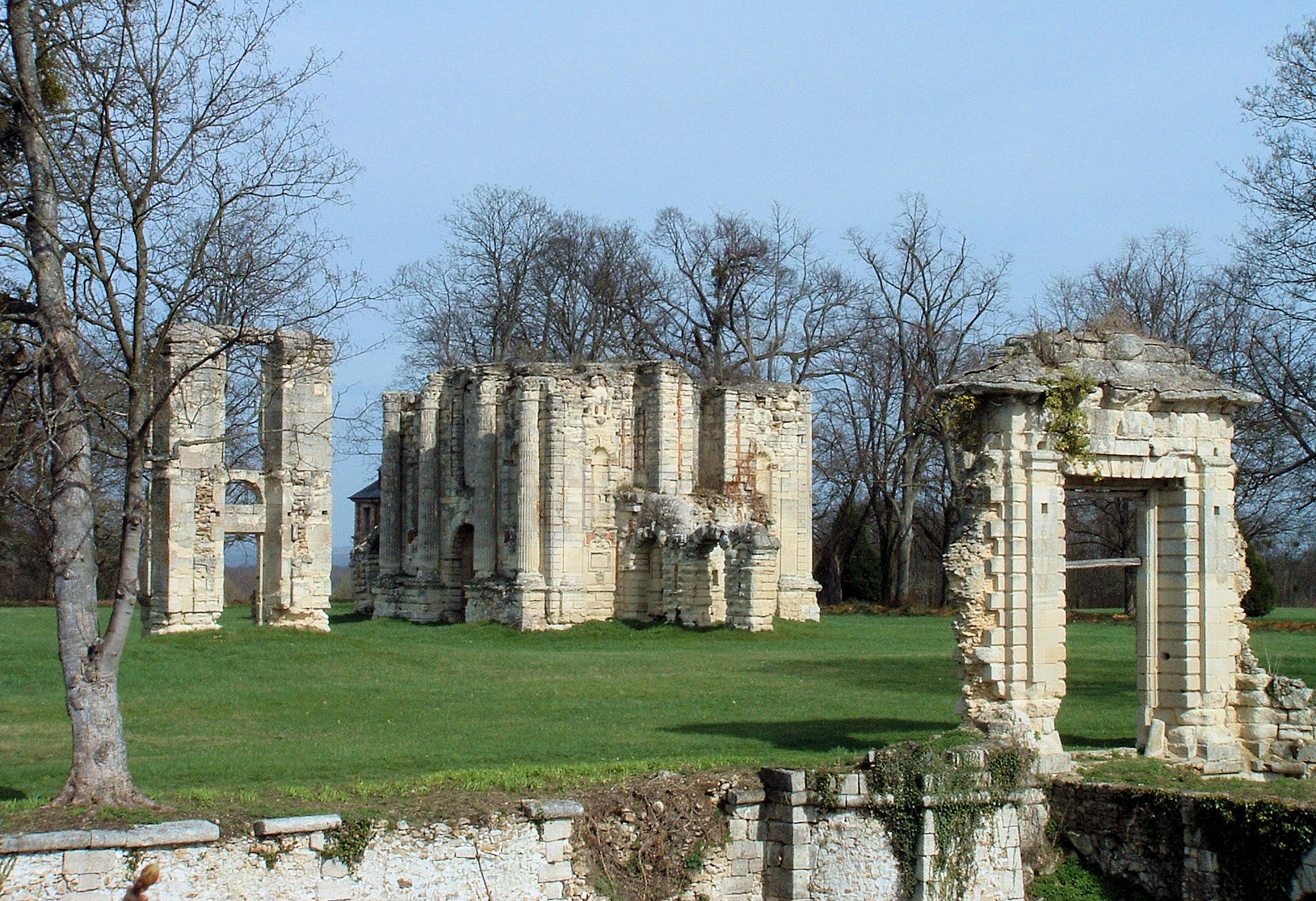
Ruines du château de Montceaux.
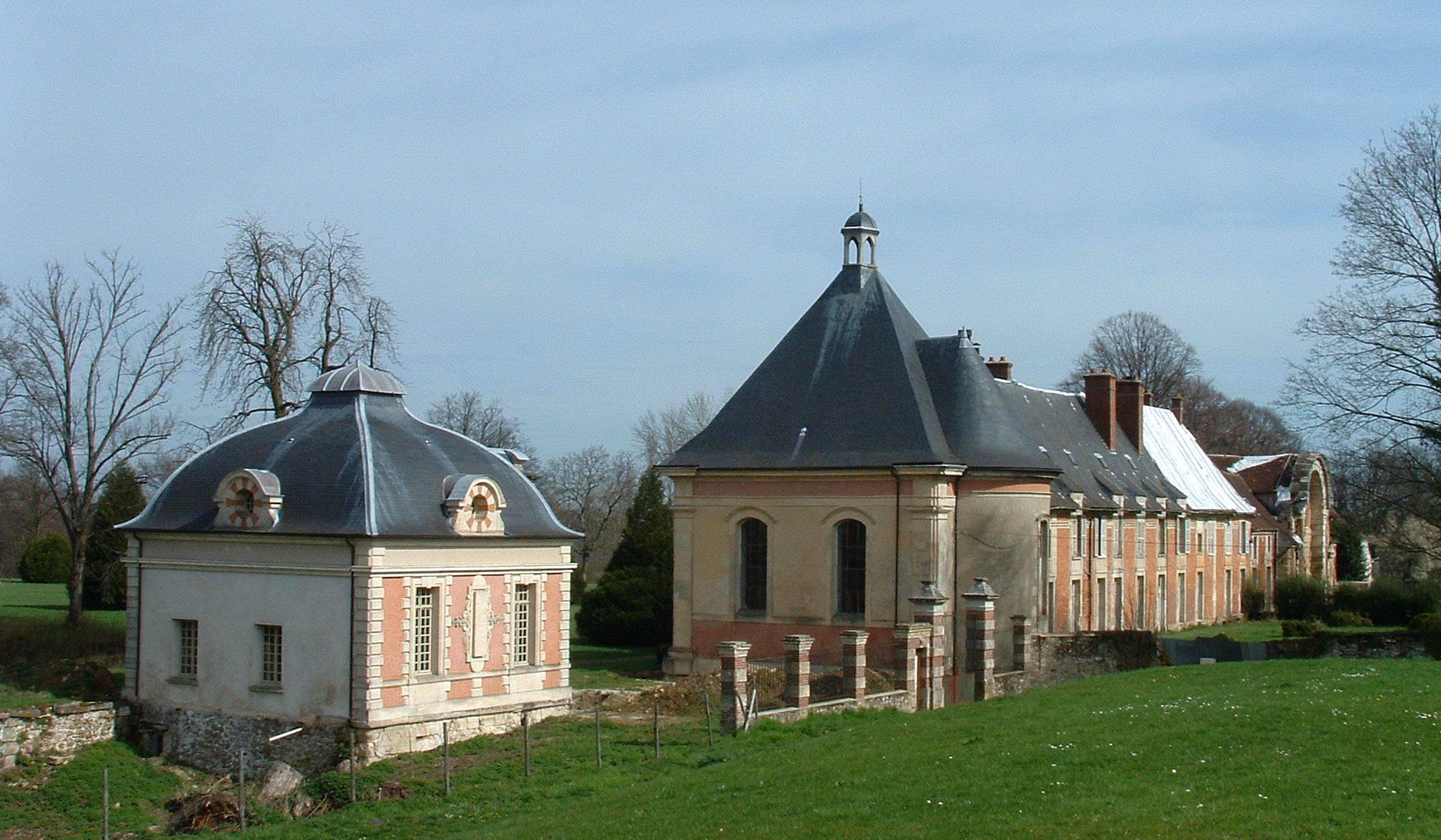
Pavillon, chapelle et communs du château.
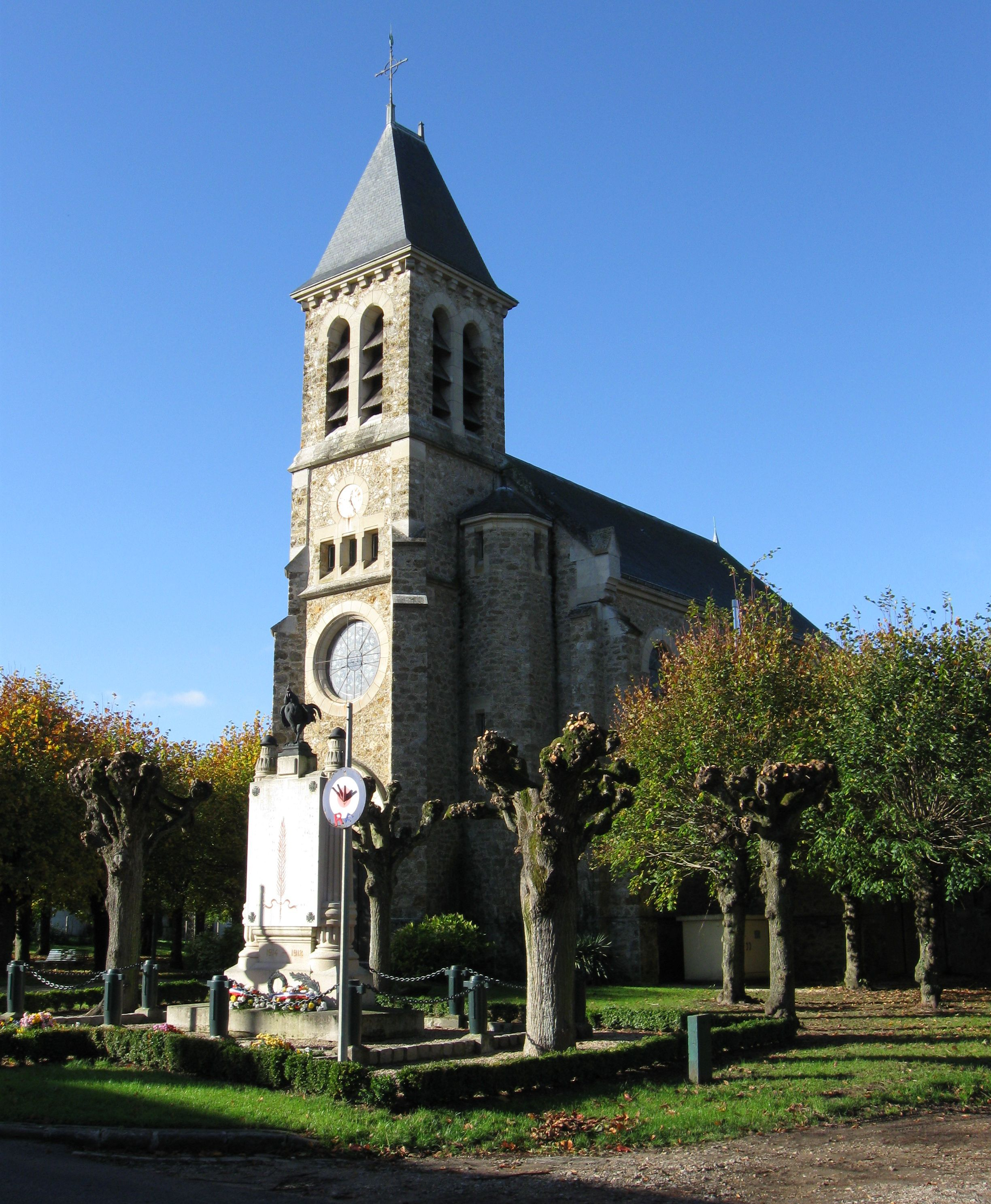
Église Notre-Dame-de-l'Assomption.
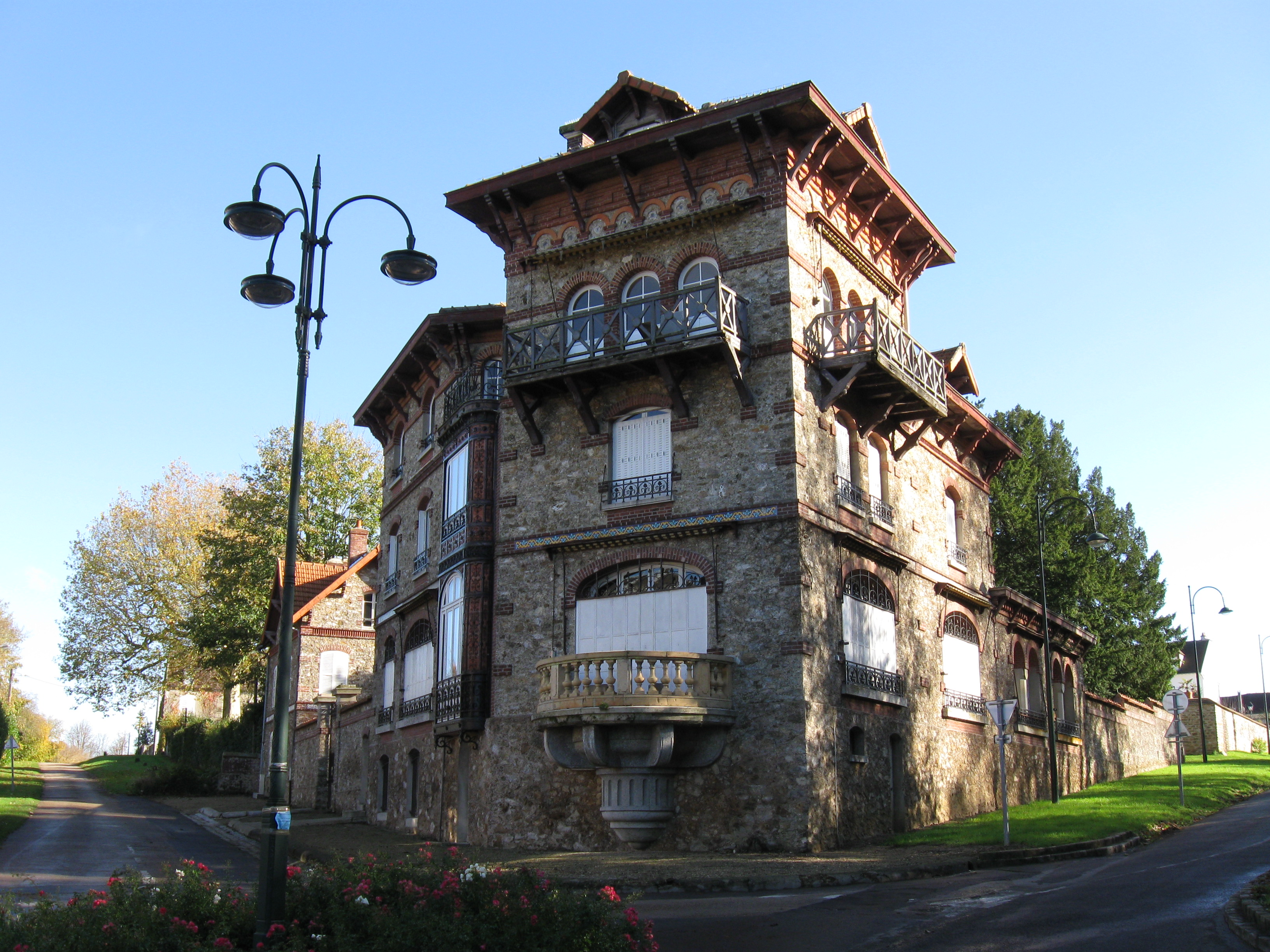
Maison Pelissier

### Personnalités liées à la commune
- Émile Bruchon (1831-1909), sculpteur français, est mort à Montceaux-lès-Meaux.
- Albert Congy (1857-1929), homme politique, député de la Seine de 1902 à 1906.